# S.T.R.I.K.E.
S.T.R.I.K.E. es un acrónimo de Special Tactical Reserve Internacional Key Emergencies, es una ficticia lucha contraterrorismo y la agencia de inteligencia que aparece en los cómics americanos publicados por Marvel Comics. La organización se ocupa a menudo de amenazas sobrehumanas y se introdujo en el Capitán Britania Semanal # 17 como el Reino Unido en contraparte a la de Estados Unidos, la agencia antiterrorista S.H.I.E.L.D.
Este equipo apareció en la películas Captain America: The Winter Soldier (2014) y Avengers: Endgame (2019). Esta versión del equipo era en realidad agentes secretos de Hydra. En varias apariciones en cine y televisión del UCM, S.T.R.I.K.E. es una unidad dentro de S.H.I.E.L.D., no una organización independiente.

## Bases de operación
La sede original de S.T.R.I.K.E., como se ve en las primeras apariciones de la organización, fue una base aérea submarina que contenía varios de los aviones de S.T.R.I.K.E. que se consideraban superiores a sus homólogos estadounidenses en el momento.
La división Psi de S.T.R.I.K.E. tuvo su propia sede.
Otra sede estaba en una universidad cerrada, situada en Londres, Inglaterra; esta sede fue utilizado después por DUCK.

## Miembros
Como S.H.I.E.L.D., S.T.R.I.K.E. había tenido a cientos de agentes a lo largo de varias divisiones.

### Directores ejecutivos y adjuntos
- Tod Radcliffe[1]- Director de S.T.R.I.K.E.
- Lance Hunter[3]- Segundo Director de S.T.R.I.K.E. Incluso después de disolución de la organización, Hunter ha demostrado tener buenas relaciones con S.H.I.E.L.D. y la OMS cuando se le ve junto a Contessa Valentina Allegra de Fontaine y con Alistaire Stuart en la rueda de superhumanos británicos en los detalles de los británicos de la Ley de registros sobrehumanos.[4] También Hunter es un soldado ex-SAS y ex-Mercanario.

### División Psi
- Elizabeth "Betsy" Braddock[5]- Hermana gemela de Capitán Britania. Más tarde se une a los X-Men como Psylocke y es un exmiembro de los Exiliados.
- Tom Lennox[5] - Un telépata y un telequinético; el amante de Betsy Braddock. Durante la saga de la deformación de Jasper, Lennox es asesinado por blindados del Escuadrón anti-sobrehumanos "Escarabajos" de S.T.R.I.K.E.[6]
- Alison Doble[5] - Una telépata y clarividente; la compañera de Betsy Braddock. Durante la saga de la deformación de Jasper, Alison y Betsy pasaron varios meses recuperándose de su calvario al cuidado de Victoria Bentley, una antigua aliada mágicamente dotada del Doctor Strange y el Caballero Negro.
- Kevin Mulhearn[7]- Un telépata; él tomó un trabajo externo como un mentalista usando el nombre del doctor Destino. Que estaba realizando su mente acto de lectura en un teatro de Londres, utilizando sus poderes para decir lo que la gente tenía en su poder. Fue asesinado por uno de sus voluntarios de la audiencia que resultó ser Slaymaster, que había sido acusado de matar a todos de la División Psi de S.T.R.I.K.E.
- Vicki Reppion[5][7] - asesinada por Slaymaster.
- Avril Davis[5][7] - asesinada por Slaymaster.
- Dennis Rush[5][7] - asesinado por Slaymaster.
- Andrew Hornby[5][7] - asesinado por Slaymaster.
- Leah Mickleson[5][7] - asesinada por Slaymaster.
- Stuart Hattrick[5][7] - asesinado por Slaymaster.

### División Sci-Tech
- "Mateo" (nombre en clave)[8]- un telépata reclutado por Betsy Braddock para unirse a la división Psi de S.T.R.I.K.E. Más tarde fue reclutado en RCX como regulador y se le dio el nuevo nombre en clave de Gabriel.

## Otras versiones

### Ultimate Marvel
S.T.R.I.K.E. en el universo paralelo de Ultimate Marvel se introdujo por primera vez en Ultimate X-Men # 15. Al igual que su homólogo de Marvel Universo, esta versión de S.T.R.I.K.E. es la división británica de S.H.I.E.L.D., S.T.R.I.K.E. que también tiene vínculos con la organización hermana de S.H.I.E.L.D. en Europa, la Iniciativa de Defensa Europea.

#### Miembros conocidos
- Coronel Elizabeth "Betsy" Braddock[9]- una telépata mutante de la división Psi S.T.R.I.K.E. que fue poseído por Proteus y murió en el conflicto con los X-Men. Su conciencia llegó a residir en el cuerpo de una joven en estado de coma conocida como Kwannon.[10] Mientras habitaba su nuevo cuerpo, Betsy fue considerada técnicamente menor de edad y, por lo tanto, no pudo trabajar para S.T.R.I.K.E. Trabajó en secreto para Charles Xavier durante un tiempo, y finalmente se unió a los X-Men.[11]
- Dai Thomas[9]- un agente de S.T.R.I.K.E. galés de la división Psi que fue asesinado por Proteus. Su homólogo de Tierra-616 era un inspector de policía que a menudo se enfrentaba con S.T.R.I.K.E. y sus organizaciones descendientes.

## En otros medios

### Universo cinematográfico de Marvel
- Un vistazo a los registros de S.H.I.E.L.D. en The Avengers (2012) muestran que Black Widow y Hawkeye se asociaron bajo delta del Equipo de Ataque.
- S.T.R.I.K.E. aparece en la película Captain America: The Winter Soldier (2014). Aparece como una unidad táctica de S.H.I.E.L.D. dirigida por Steve Rogers con Brock Rumlow y Jack Rollins como miembros. Más tarde se reveló que estaba compuesto por infiltrados de HYDRA.[12][13]
- Las versiones alternativas de S.T.R.I.K.E. aparecen en la película Avengers: Endgame (2019) y la serie animada de Disney+ What If...? (2021), episodio "¿Qué pasaría si... el Vigilante rompiera su juramento?"

### Videojuego
- En el juego de rol móvil por turnos gratuito Marvel Strike Force, el jugador asume el papel de un agente de S.T.R.I.K.E. que debe reclutar y entrenar a los personajes de Marvel para combatir a Ultimus antes de que tome el control del mundo.[14][15][16]